# Évremond de Bérard
Pour les articles homonymes, voir de Bérard.
Évremond de Bérard est un peintre de l'école française, d'origine varoise, né à Sainte-Anne (Guadeloupe) le 30 juin 1824 et mort à Paris 7e le 25 janvier 1881.
Il fut un élève de François-Édouard Picot (1843-1847) et fut attaché à la Station navale de l'Océan Indien. Voyageur infatigable, il était un illustrateur du Tour du monde, de L'Illustration, du Magasin pittoresque...
Membre de la Société impériale de zoologie et de la Société de géographie, il assiste à l'inauguration du canal de Suez. Il laisse une œuvre très importante de dessins et peintures sur l'Inde, l'Égypte, Madagascar, Zanzibar, les Antilles, le Brésil, le Sénégal, etc. et également de très nombreux ouvrages de bateaux et des îles.

## Biographie
Évremond Auguste Léopold de Bérard, né le 30 juin 1824 à Sainte-Anne en Guadeloupe, est le fils de Jean-Joseph-Vespasien de Bérard, aide de camp colonial du gouverneur de la Guadeloupe et vice-président du conseil colonial, et de Laure Gabrielle Lemercier de Maisoncelle de Richemont.
Il appartient à une famille d'ancienne bourgeoisie originaire de Provence fixée à la Guadeloupe au moment de la Restauration avec Jean-Joseph-Vespasien de Bérard qui demanda vainement à joindre à son nom celui de : de Montalet Saint Pierre. Selon Pierre-Marie Dioudonnat, sa famille « serait peut-être un lointain rameau cadet de la famille de Bérard de Montalet-Alais, éteinte en 1901. »
Dès 1843, il est admis à suivre les cours d’Édouard Picot avec lequel il se perfectionne pendant quatre ans.
En 1848, il est nommé dessinateur attaché à la station navale de l’Océan Indien. La même année, il entreprend un  voyage de trois ans qui l'amène à séjourner à La Réunion, l’Île Maurice, l'Inde, les Comores, Madagascar, le Sénégal et le Brésil notamment.
En 1850, il épouse à l’île de La Réunion Celeste-Caroline Selhausen, fille de Pierre-Adolphe Selhausen, lieutenant d’infanterie et économe du Lycée de Saint-Denis. L'année suivant naît à Paris son fils Adolphe, Joseph, Anne, Gabriel. En 1852, à l’occasion de la soixante-quinzième exposition du Salon des artistes, il présente deux tableaux à Paris. Il retourne ensuite à Sainte-Anne dans la propriété de la famille à Belcourt.

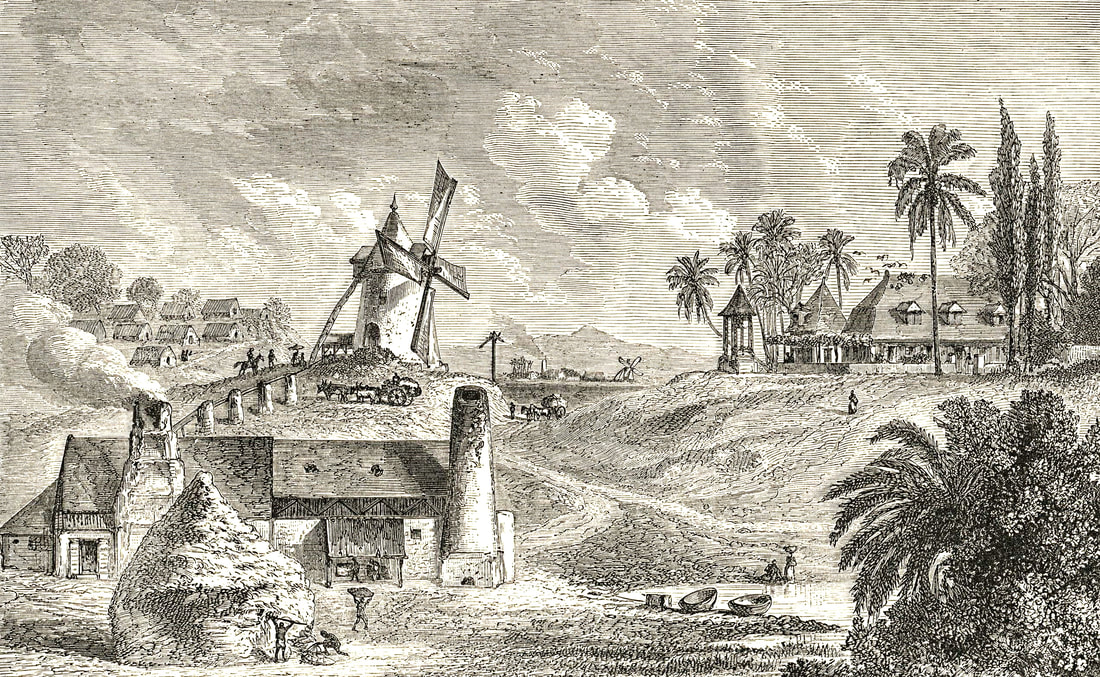
Une habitation sucrière en Guadeloupe, dessinée par Bérard vers 1852.

De 1852 jusqu'en 1857, il exécute une trentaine de toiles, de nombreuses aquarelles et dessins sur la Guadeloupe et la Martinique, en particulier des tableaux destinés à la nouvelle église paroissiale de Pointe-à-Pitre. Il séjourne à Marie-Galante, Saint-Thomas, Trinité, Guyenne, Panama, La Jamaïque, Cuba, et Les Bermudes. À cette même époque, il réalise deux tableaux en pied des Maréchaux Jourdan et Bugeaud, duc d’Isly destinés à l’Hôtel de la Préfecture de la Haute-Vienne, à Limoges. En 1858, deux lithographies d'Évremond de Bérard et Jules Worms, d'après des croquis de Mlle Nélie Jacquemart, paraissent dans le journal L'Illustration dans la double page centrale, pour illustrer l'article sur « Les funérailles de la reine d'Oule ».
En 1859, il est admis comme membre à la Société Impériale Zoologique d’Acclimatation. Par la suite, en 1861, il expose à nouveau deux toiles sur le Gange et l’Hooghly au salon des artistes au Palais des Champs-Élysées. L'année suivante, il réalise une copie d’un tableau du Titien se trouvant au Louvre, Le Couronnement d’épines, pour l’église de Pithiviers. En 1865 et 1866, le Ministère de l’Empereur Napoléon III lui commande deux tableaux exposés au salon et destinés aux musées de Bergues et Carpentras. Il présente au salon de 1866 un tableau intitulé Halte au milieu du jour à Coromandel (Inde).
En 1869, il est invité à l’inauguration du canal de Suez par l'Impératrice Eugénie de Montijo et, il profite de ce voyage pour réaliser de nombreux tableaux, aquarelles et dessins. En 1870, il est élu à la Société de Géographie. Dans les trois années qui suivent, il peint les quatre panneaux muraux de la galerie de Minéralogie du Muséum national d'histoire naturelle à Paris, voyage en Auvergne et présente un tableau au salon de 1872, Digue et Pyramide de Sakkarah (Égypte).
Connaissant des difficultés financières, Évremond de Bérard est contraint en 1865 de remettre, à titre de gage, six de ses tableaux sur toile à négociant. Par la suite, en 1877, il est chargé d’une mission en Inde pour faire des recherches d’histoire naturelle, particulièrement sur la botanique, l'anthropologie et à la reproduction des végétaux. Entre 1878 et 1879, il séjourne dans les régions du Nord de l’Inde (actuel Pakistan et Cachemire) dont il ramène de nombreuses aquarelles et dessins, bien qu'il ait été malade.
En 1880, il présente deux derniers dessins sur l’Inde au salon des artistes de Paris. Finalement, le 25 janvier 1881, il décède, victime du paludisme, et est enterré dans le caveau de famille au cimetière du Père-Lachaise (44e division),.
Le 25 novembre 2017 une exposition est consacrée à Évremond de Bérard à Paris (Galerie 54) à l'occasion de la publication d'une bibliographie iconographique sur la vie et l'œuvre d'Évremond de Bérard. L'ouvrage reçoit un accueil favorable de la critique.

## Œuvres principales
- La marche d’un Rajah dans l’Inde, 1852
- Chasse au Tigre dans les plaines du Bengale, 1852[10].
- La rade de Pointe-à-Pitre et le Petit Cul-de-Sac marin, entre 1852-1856, Musée Schœlcher, Pointe-à-Pitre.
- La Place de la Victoire à Pointe-à-Pitre, entre 1852-1856, Musée Schœlcher, Pointe-à-Pitre.
- Forêts de l’embouchure du Gange, le soir, 1861
- Bords de l’Hoogly le matin (Bengale), 1861
- Halte au milieu du jour près d’une pagode à Coromandel, 1866
- Digue et pyramide de Sakarah (Égypte), 1872
- Le matin (Indes orientales), aquarelle, 1880
- Le soir (Indes orientales), aquarelle, 1880

## Galerie

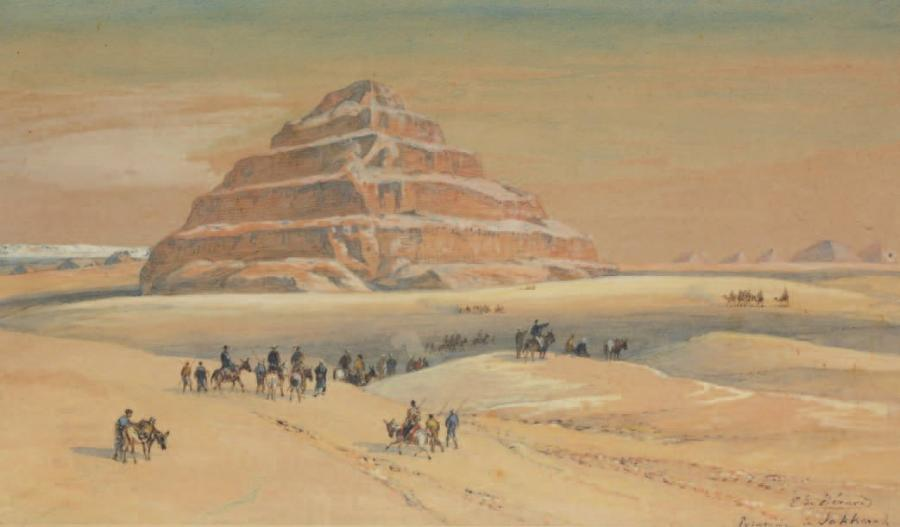
Les pyramides de Saqqarah
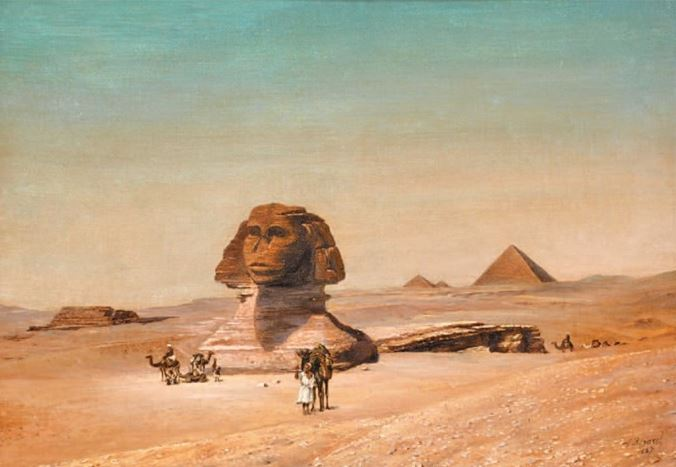
Chameliers se reposant près du Sphinx
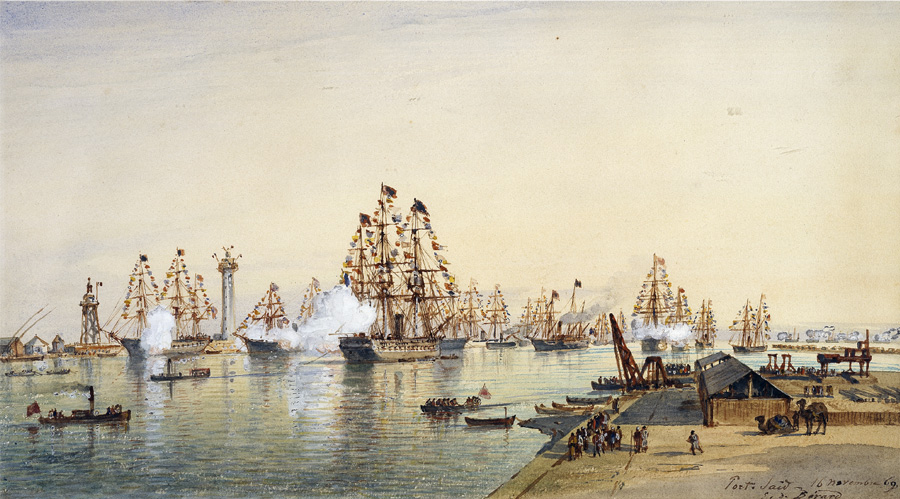
Ouverture du canal de Suez, 1869
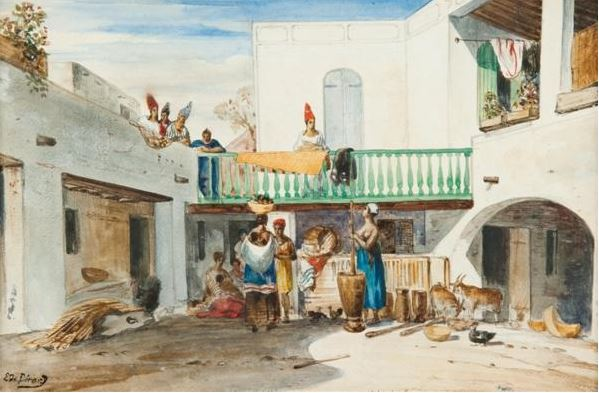
Cour intérieure à Gorée
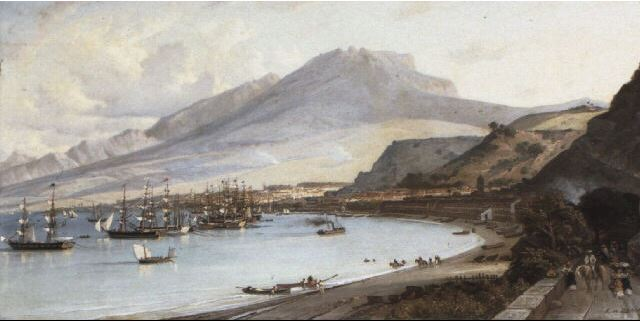
St. Pierre, Martinique
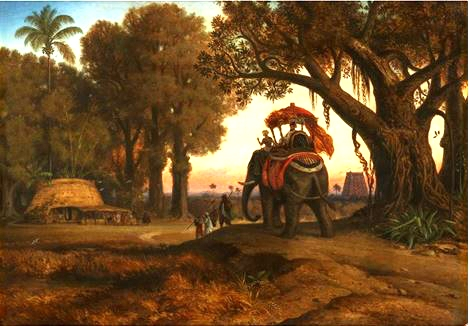
Caravane d'éléphants